# 이난차 비르게 칸
이난차 비르게 칸(亦難赤·必勒格·卜古汗, Yìnánchì Hàn)은 몽골 서부의 유목 민족인 나이만족의 마지막 칸이다. 그는 당시 중앙아시아로 전파된 가톨릭 세례를 받기도 했다. 영세명은 요한.
1143년 나이만족의 칸이 되었으며 야율대석이 죽어서 서요가 혼란스러워지자 그 틈을 타서 독립했다.
마침내 1175년 서요의 속국에서 완전히 벗어났으며 이후 세력을 점점 키우기 시작한다.
1198년 고령의 나이로 세상을 떠났다. 1202년에 사망했다는 설도 있다. 이후 나이만족은 장남 타이양 칸을 지지하는 세력과 차남 부이루크 칸을 지지하는 세력으로 나뉘게 된다.
그가 늦게 얻은 후처 중에는 그르베스라는 여자가 있었는데 그르베스는 이난차 비르게 칸이 죽자 의붓아들인 타이양 칸의 후처가 된다.

## 가족 관계
- 전처 : ?
  - 장남 : 타이양 칸
    - 손자 : 쿠츨루크

  - 차남 : 부이루크 칸
- 후처 : 그르베스

| 전임 ? | 제3대 나이만족의 칸 1143년 ~ 1198년 | 후임 타이양 칸 |

| 전임 ? | 제3대 나이만족의 족장 1143년 ~ 1198년 | 후임 타이양 칸 |